# 새끼벌림근 (손)
새끼벌림근(abductor digiti minimi, abductor digiti quinti) 또는 소지외전근(小指外轉筋)은 손바닥 안쪽(자쪽) 모서리에 위치한 근육이다. 손바닥의 자쪽 경계를 형성하는 근육으로, 그 모양이 방추형이기 때문에 주변의 피부, 결합조직, 지방 등과 함께 새끼손가락 쪽에 통통하게 솟아 있는 부분인 새끼두덩을 형성한다. 주된 기능은 새끼손가락을 당겨 다른 손가락으로부터 멀어지도록 하는 벌림이다.

## 구조
새끼벌림근은 콩알뼈, 콩알갈고리인대, 손의 굽힘근지지띠에서 일어난다. 새끼벌림근 먼쪽의 힘줄은 세 갈래로 나뉘면서 몸쪽손가락뼈 안쪽 모서리, 손허리손가락관절의 손바닥판, (존재하는 경우) 종자뼈에 닿는다. 일부 섬유는 손가락의 폄근널힘줄까지 연결되며, 이 때문에 새끼벌림근은 등쪽뼈사이근과 유사한 작용을 한다.

### 신경 분포
자신경 깊은가지의 지배를 받는다.

### 발생
새끼벌림근은 얕은손가락굽힘근(안쪽 원기), 짧은엄지벌림근(노쪽 원기)와 함께, 발생 초기 손의 미분화 중간엽 얕은층에 존재하는 자쪽 근육 원기(ulnar muscle primordium)에서 발생한다. 새끼벌림근을 제외한 나머지 새끼두덩근육은 후기에 보다 깊은층에서 유래한다.

### 변이
드물게 새끼벌림근의 부속다발(accessory fascicle)이 아래팔근막, 노뼈, 자뼈에서 일어난다.
새끼벌림근은 변이가 가장 많은 새끼두덩근육이다. 자쪽손목굽힘근의 힘줄, 굽힘근지지띠, 먼쪽 아래팔근막, 긴손바닥근 힘줄에서 오는 섬유 일부가 합류하기도 한다. 간혹 다섯째손허리뼈에 새끼벌림근 일부가 닿기도 한다.
다지증이 있는 경우, 여섯째손가락이 있다면 새끼벌림근이 새끼손가락 대신 여섯째손가락에 닿을 수 있다.

## 기능
손허리손가락관절에 작용하여 새끼손가락의 벌림근 역할을 한다.
또한 새끼벌림근은 폄근널힘줄까지 연결되므로, 새끼손가락 중간손가락뼈를 펴는 작용에 관여할 수 있다.
손가락을 편 채로 손으로 큰 물건을 쥘 때 중요한 역할을 한다.

## 추가 이미지

손목과 손가락의 단면
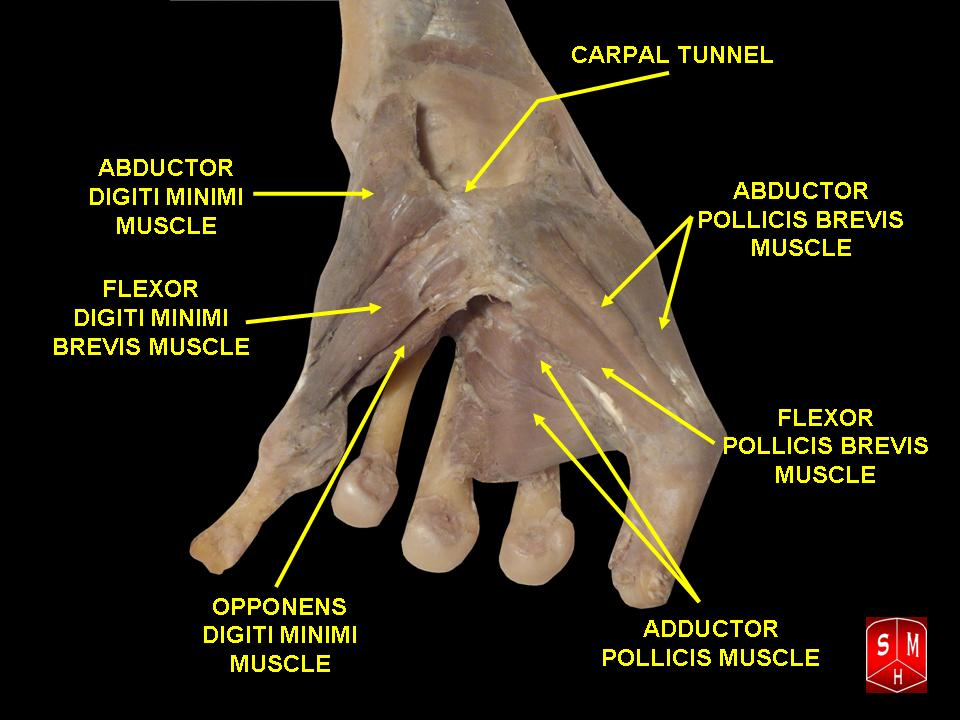
새끼벌림근
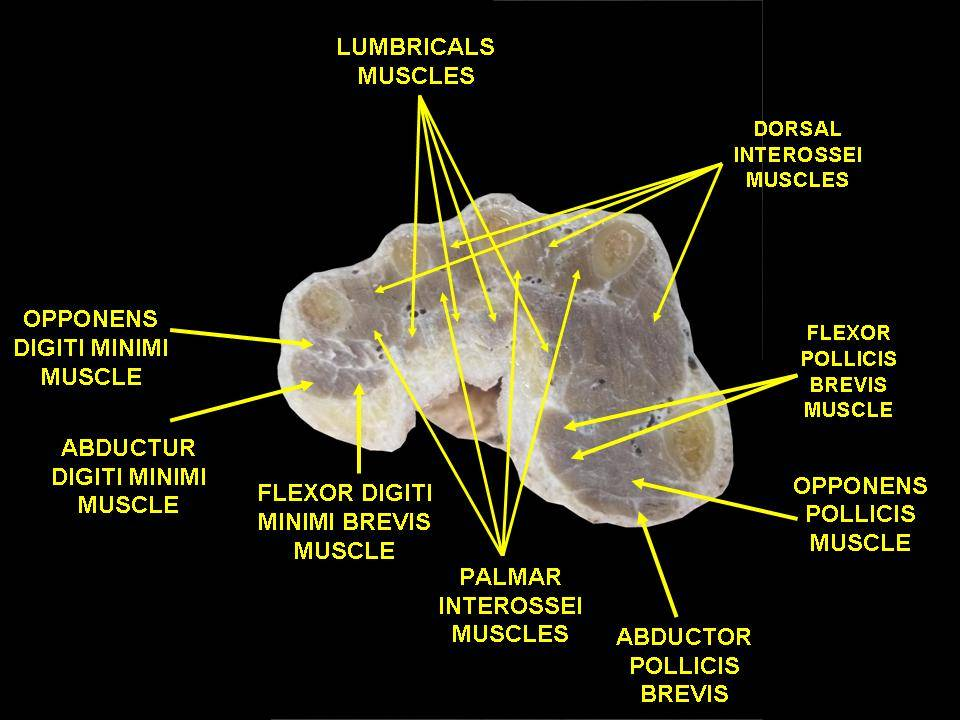
손 근육의 단면

## 같이 보기
- 새끼벌림근 (발)